# Dancin' on Coals
Dancin' on Coals è il secondo album in studio dei Bang Tango, pubblicato nel 1991 per l'etichetta discografica Mechanic/MCA Records.

## Tracce
1. Soul to Soul (Ketler, Knight, Kyle, Leste, Stevens) 4:15
2. United and True (Bang Tango) 4:50
3. Emotions in Gear 5:00
4. I'm in Love (Bang Tango) 3:31
5. Big Line 3:28
6. Midnight Struck (Bang Tango) 7:00
7. Dancin' on Coals (Bang Tango) 5:27
8. My Saltine 2:45
9. Dressed up Vamp (Bang Tango) 4:32
10. Last Kiss 5:54
11. Cactus Juice 3:52

## Formazione
- Joe Lestè - voce
- Mark Knight - chitarra
- Kyle Stevens - chitarra, cori
- Kyle Kyle - basso, cori
- Tigg Ketler - batteria, percussioni

### Altri musicisti
- Peter Wood - piano, sintetizzatori
- Kevin Savigar - piano nella traccia 6
- Jon LaLanne - armonica
- Eric Troyer - cori
- Dolette McDonald - cori
- Chandra Armstead - cori
- Uptown Horns - fiati